# Consensualisme
Le consensualisme est un principe juridique selon lequel le contrat ne doit pas être formé selon une forme préétablie. En vertu de cette idéologie, le critère prédominant de l'existence du contrat est l'existence d'un consentement et d'un accord de volonté des parties.

## Historique

### Droit romain
En droit romain, le système de contrats était considéré comme fermé : cela signifiait qu'en dehors de certains types de contrats (emptio-venditio, locatio-conductio, mandatum et societas), le consentement seul ne pouvait produire des effets de droit : il était donc nécessaire soit de remettre la chose, pour former un contrat réel, soit de respecter un certain formalisme de validité, pour former un contrat solennel.
Le reste de ces contrats consensuels, nommés "pactes nus" ou "conventions nues", ne pouvaient produire des obligations qu'à condition que l'une des parties ait déjà réalisé ce à quoi elle s'était engagée.

### Droit médiéval
Pour les glossateurs et les bartolistes, les conventions nues sont considérées comme ayant force obligatoire en raison du droit naturel. Toutefois, s'ils reconnaissent la possibilité d'effets de droit civil, ils ne permettent toutefois pas d'agir devant les juridictions séculières pour obtenir par la contrainte la réalisation des engagements contractuels.
Le droit canon reconnaît quant à lui l'opposabilité des conventions nues, opinion dont les fondements peuvent être retrouvés dans le Concile de Carthage de 348. Celle-ci se retrouve dans chez Bernard de Pavie et d'Huguccio de Pise, premier à établir le principe pacta sunt servanda. Ceux-ci considèrent ainsi que les promesses créent des obligations, qu'il est nécessaire de respecter sous peine de commettre un péché. Cette idée de validité aux yeux du droit naturel, sans nécessité de respecter aucun formalisme, est ensuite étendue par Niccolò Tedeschi, puis par le théologien Adrien d'Utrecht.
Ce n'est qu'à la fin du Moyen-Âge que Giasone Del Maino, conscient du grand nombre d'exceptions qui contredisaient le principe et poussé par le droit canon, déclara que les conventions nues devaient aussi être rendue opposable devant les juridictions séculières. De nombreux juristes s'opposaient toutefois à cette opinion : d'une part, les canonistes comme Diego de Covarrubias estimaient ainsi que le droit civil, destiné à poursuivre l'intérêt public, ne pouvait reconnaître la force obligatoire des pactes nus qui relève plutôt du droit naturel ; d'autre part, les juristes humanistes comme Jacques Cujas s'opposaient à l'interprétation du droit romain réalisée par les bartolistes.

### Temps modernes
Au XVIe siècle, suivant l'appel de juristes comme Luis de Molina, les autorités publiques adoptèrent le principe que les conventions sont opposables, en raison du seul consentement des parties, avec comme exception notable la péninsule italienne où la tradition des bartolistes se maintint jusqu'au XVIIIe siècle. Ainsi, Grotius mais aussi, en droit français, les juristes Charles Dumoulin et Antoine Loysel reconnurent la force obligatoire des engagements consensuels devant les juridictions séculières.

## Application dans les ordres juridiques actuels

### Droit français
En droit français, le principe du consensualisme est la rencontre des volontés des parties, peu importe la forme des contrats, pour autant qu'il y ait une intention juridique. Le consensualisme est reconnu comme une valeur de principe dans le droit français des contrats. Le développement du consensualisme juridique constitue un trait caractéristique de l’évolution du droit au XXe siècle. Dans le droit positif, le consensualisme se transparaît par l'assiduité des catégories.
L'article 1109 du Code civil définit le contrat consensuel puis le distingue du contrat solennel (dans lequel une formalité est exigée pour la validité du contrat) et du contrat réel (dans lequel la remise de la chose est nécessaire, non pour la validité, mais la formation du contrat). 
Selon cet article : « Le contrat est consensuel lorsqu'il se forme par le seul échange des consentements quel qu'en soit le mode d'expression.

Le contrat est solennel lorsque sa validité est subordonnée à des formes déterminées par la loi.

Le contrat est réel lorsque sa formation est subordonnée à la remise d'une chose. ». 

### Droit québécois
En droit québécois, le principe du consensualisme est codifié à l'article 1385 du Code civil du Québec : « Le contrat se forme par le seul échange de consentement entre des personnes capables de contracter, à moins que la loi n’exige, en outre, le respect d’une forme particulière comme condition nécessaire à sa formation, ou que les parties n’assujettissent la formation du contrat à une forme solennelle.
Il est aussi de son essence qu’il ait une cause et un objet »,.